# Litsea utilis
Litsea utilis là loài thực vật có hoa trong họ Nguyệt quế. Loài này được (Meisn.) Boerl. miêu tả khoa học đầu tiên năm 1900.